# Infinite
Infinite és el vuitè àlbum d'estudi de la banda finlandesa de power metal Stratovarius. L'àlbum va ser enregistrat entre setembre i desembre de 1999 i va ser llençat al mercat el 28 de febrer de 2000 a través de Nuclear Blast i Victor Entertainment (Japó). Es tracta del primer àlbum de la banda distribuït per Nuclear Blast.
L'àlbum va assolir la posició número 1 en el la llista de vendes d'àlbums a Finlàndia i s'hi va mantenir dins durant nou setmanes, així com també va assolir el top 100 en altres 6 països. "Hunting High and Low" i "A Million Light Years Away" van ser llençats com a singles de l'àlbum, assolint les posicions 4 i 14 respectivament en el la llista de vendes de singles de Finlàndia. Infinte va obtenir el certificat Platí el juny de 2013, amb 21.907 còpies venudes.
Cinc cançons més van ser editades com a bonus tracks per a diferents edicions internacionals : "Why Are we Here?", "It's a Mystery", "What Can I Say", "Keep The Flame" i "Neon Light Child", totes elles incloses en l'àlbum recopilatori de la banda Intermission, editat el 2001.

## Llistat de pista
| Núm.          | Títol                        | Lletra         | Música        | Durada |
| ------------- | ---------------------------- | -------------- | ------------- | ------ |
| 1.            | «Hunting High and Low»       | Timo Kotipelto | Timo Tolkki   | 4:08   |
| 2.            | «Millennium»                 | Tolkki         | Tolkki        | 4:10   |
| 3.            | «Mother Gaia»                | Tolkki         | Tolkki        | 8:18   |
| 4.            | «Phoenix»                    | Tolkki         | Tolkki        | 6:13   |
| 5.            | «Glory of the World»         | Jens Johansson | Johansson     | 4:53   |
| 6.            | «A Million Light Years Away» | Tolkki         | Tolkki        | 5:20   |
| 7.            | «Freedom»                    | Tolkki         | Tolkki        | 5:03   |
| 8.            | «Infinity»                   | Tolkki         | Tolkki        | 9:22   |
| 9.            | «Celestial Dream»            | Tolkki         | Tolkki        | 2:30   |
| Durada total: | Durada total:                | Durada total:  | Durada total: | 49:57  |

| 10. | «What Can I Say» | Kotipelto | Kotipelto | 5:12 |

| 10. | «It's a Mystery»   | Kotipelto | Tolkki    | 4:04 |
| 11. | «Why Are We Here?» | Johansson | Johansson | 4:43 |

| 10. | «Neon Light Child»            | Tolkki    | Tolkki | 5:06 |
| 11. | «Hunting High and Low» (demo) | Kotipelto | Tolkki | 4:19 |
| 12. | «Millennium» (demo)           | Tolkki    | Tolkki | 4:10 |

| 10. | «It's a Mystery» | Timo Tolkki | Timo Tolkki | 4:05 |
| 11. | «Phoenix» (demo) | Tolkki      | Tolkki      | 5:54 |
| 12. | «Keep the Flame» | Johansson   | Johansson   | 2:47 |

## Crèdits
- Timo Kotipelto – veu principal
- Timo Tolkki – Guitarra, veus de suport, enginyer de so, producció
- Jens Johansson – teclats
- Jörg Michael – bateria
- Jari Kainulainen – Baix elèctric
- Mikko Karmila – Enginyer de so, mescla
- Mika Jussila – masterització

## Llista de vendes
| Llistes (2000)                         | Posició més alta |
| -------------------------------------- | ---------------- |
| Llista de vendes d'àlbums de Finlàndia | 1                |
| Llista de vendes d'àlbums d'Alemanya   | 28               |
| Llista de vendes d'àlbums de Grècia    | 32               |
| Llista de vendes d'àlbums d' Itàlia    | 34               |
| Llista de vendes d'àlbums del Japó     | 29               |
| Llista de vendes d'àlbums de Polònia   | 71               |
| Llista de vendes d'àlbums de Suècia    | 63               |

### Singles
| Any  | Títol                        | Gràfic                                   | Posició més alta |
| ---- | ---------------------------- | ---------------------------------------- | ---------------- |
| 2000 | "Hunting High and Low"       | Llista de vendes de singles de Finlàndia | 4                |
| 2000 | "A Million Light Years Away" | Llista de vendes de singles de Finlàndia | 14               |

## Certificacions
| Any  | Certificació | Regió     | Vendes/shipments |
| ---- | ------------ | --------- | ---------------- |
| 2013 | Platí        | Finlàndia | 21.907           |